# Sultan Kösen
Sultan Kösen ([suɫtɑn køsen]) (Mardin, 10 december 1982) is een Turks-Koerdische man die volgens het Guinness Book of Records met 2,51 meter de langste levende man op aarde is.

## Biografie
Kösen is geboren in een Koerdische familie uit het dorp Alibey in Mardin. Hij lijdt aan gigantisme en acromegalie, veroorzaakt door een tumor aan zijn hypofyse. Door zijn lengte kon hij zijn school niet afmaken en moet hij lopen met krukken.